# Kleine Panzerbefehlswagen - Sd.Kfz. 265
Het Duitse pantservoertuig Kleine Panzerbefehlswagen - Sd.Kfz. 265 (ook bekend onder de militaire afkorting Pz kl bef Wg - Sd.Kfz. 265) is een lichte commandotank die gediend heeft in alle Duitse pantsereenheden tijdens de eerste jaren van de Tweede Wereldoorlog. Het is een variant van de Panzerkampfwagen I.

## Achtergrond
Het Duits pantservoertuig Kleine Panzerbefehlswagen - Sd.Kfz. 265 werd ontworpen door het bedrijf Krupp als een gepantserd commandovoertuig met rupsaandrijving. Het ontwerp was gebaseerd op de Panzerkampfwagen I, waarvan de bovenstructuur werd verhoogd. Hierdoor was het mogelijk om naast de radio-ontvanger FuG2 een radiozender FuG6 te monteren. Het was immers de bedoeling dat de commandant de bevelen naar de andere pantservoertuigen verstuurde tijdens de tankoperaties. Door de verhoging was het tevens mogelijk om een extra zitplaats te voorzien voor de radio-operator. In totaal konden 3 personen in het rupsvoertuig plaatsnemen.
Tussen 1935 en 1937 werden door Daimler-Benz 190 stuks Kleine Panzerbefehlswagen - Sd.Kfz. 265 geproduceerd (ook bekend met de afkorting kl Pz bef Wg). Hiervan waren 184 stuks gebaseerd op de PzKpfw I Ausf B - Sd.Kfz. 101 (waarvan 3 sub-uitvoeringen 1KI B, 2KI B en 3KI B) en 6 stuks gebaseerd op de PzKpfw I Ausf A - Sd.Kfz. 101 (1KI A). Deze uitvoering gebaseerd op Ausf A had geen bewapening. De eerste productie van de Pz kl bef Wg had een kijkluik voor de commandant aan de voorzijde van de verhoogde bovenstructuur, doch latere versies kregen een vierkante koepel met kijkgaten rondom de koepel. Na de Poolse Veldtocht werd er een extra 15 mm pantserplaat rond het chassis, de bovenstructuur en vierkante koepel geplaatst.

## Dienstjaren
De Kleine Panzerbefehlswagen - Sd.Kfz. 265 werd ingelijfd bij de Pantsereenheden op alle niveaus (bij de compagnie, het bataljon, het regiment en brigadehoofdkwartieren) vanaf 1935 tot 1940. Na de Poolse Veldtocht in 1939 werden een aantal Sd.Kfz. 265 omgevormd tot Sanitätskraftwagen I (Sd.Kfz. 265) een gepantserde ambulance, welke dienstdeed tijdens de Franse campagne, 1940. Vanaf het einde 1940 tot begin 1941 werden de pantservoertuigen vervangen in de gevechtseenheden en deden nog dienst bij de staf van de militaire hoofdkwartieren tot einde 1942. Vanaf 1940 deden de Sd.Kfz. 265 pantservoertuigen dienst bij de radiobataljons (Minenräum-Wagen BI/BII - Sd.Kfz. 300) en observatiebatterijen bij artillerieregimenten in de Pantserdivisies. Een aantal werd geëxporteerd naar Hongarije.

## Variatie
Er waren drie variaties gebaseerd op de Sd.Kfz. 265.
- Ambulance
- Gevechtsuitrusting (standaard)
- Radio-uitrusting (bedoeld voor het besturen van de Minenräumwagen.)